# Rosario Pintaudi
Rosario Pintaudi (Sant'Angelo di Brolo, 10 novembre 1947) è un papirologo e paleografo italiano.

## Biografia
Dopo la laurea in Lettere Classiche conseguita all'Università di Firenze nel 1971, con una tesi in paleografia greca, frequenta la Scuola di specializzazione in Papirologia sotto la guida del professor Manfredo Manfredi. Con quest'ultimo già dal 1970 si era recato in Egitto per occuparsi del restauro dei papiri conservati al Museo del Cairo in quanto, a seguito della guerra dei sei giorni contro Israele, l'Egitto era chiuso ad ogni altra attività archeologica e di ricerca. 
Dal 1971 Pintaudi è stato incaricato dalla direzione della Biblioteca Medicea Laurenziana di Firenze del restauro, dello studio e dell'edizione dei papiri greci che ivi si conservano e, grazie a questo, nel 1976 pubblicava il primo volume della collana di studi e testi Papyrologica Florentina che, da lui fondata nel 1975, è arrivata alla pubblicazione del volume XLVIII con contributi dei principali studiosi di filologia classica, archeologia, egittologia e papirologia, tra cui Herbert Youtie, Edda Bresciani, Roger S. Bagnall e Guglielmo Cavallo. 
La competenza in ambito papirologico ha portato Rosario Pintaudi ad essere responsabile, fin dal 1982, della collezione dei papiri greci Wessely conservati alla Biblioteca Nazionale di Praga. Accanto alle numerose campagne di scavo condotte negli anni in Egitto, da Antinoupolis a Narmuthis, Rosario Pintaudi percorreva di pari passo la sua carriera accademica ottenendo all'età di 39 anni, nel 1986, la cattedra di professore ordinario di Papirologia all'Università di Messina. Dall'ottobre del 2018 è uscito dai ruoli dell'università.
Dal 1995 al 2007 è stato condirettore della missione archeologica dell'Università degli Studi di Messina e Pisa a Narmuthis (Fayum - Egitto). Dal 2000 è direttore della missione archeologica dell'Istituto Papirologico "G. Vitelli" di Firenze ad Antinoupolis (Medio Egitto). Dal 2001 al 2010 è stato rappresentante per l'Italia nel comitato scientifico dell'Association International des Papyrologues (Bruxelles). Dal 2004 è membro del comitato scientifico dell'Istituto Italiano per la Civiltà Egizia (IICE), del quale è stato eletto presidente nel 2011.

## Attività editoriali
Rosario Pintaudi, oltre ai Papyrologica Florentina, nel 1989 fonda e dirige la rivista internazionale Analecta Papyrologica su cui hanno scritto tra i più importanti filologi e papirologi nazionali e internazionali. General Editor dei papiri della Collezione Schøyen di Oslo, è anche membro della redazione della rivista Eirene di Praga, collaboratore scientifico e membro dell'Accademia delle Scienze della Repubblica Ceca. A Firenze, nel 2000 fonda e dirige l'Accademia fiorentina di papirologia e di studi sul mondo antico, con una biblioteca che raccoglie oltre diecimila volumi tra cui numerose rarità bibliografiche e con una serie di pubblicazioni filologiche e bibliologiche raccolte in una collana dal titolo Margaritae. Nel 2002 fonda e dirige la collana Carteggi di filologi con la pubblicazione dei più importanti carteggi di filologi e studiosi di antichità classiche tra cui Domenico Comparetti, Girolamo Vitelli, Giorgio Pasquali, Giuseppe Antonio Borgese, Raffaele Pettazzoni. Dal 2003 assume l'incarico di direttore della rivista di papirologia ed egittologia Aegyptus di Milano (Università Cattolica di Milano), succedendo ad Orsolina Montevecchi.

## Premi e riconoscimenti
Nel 2004 è stato insignito del Praemium Classicum Clavarense, nel 2007 del premio Anassilaos di Reggio Calabria per la ricerca scientifica e nel 2017 della Medaglia d'oro dell'Associazione italiana di cultura classica.

## Opere
- Etymologicum Parvum quod vocatur, Milano 1973
- Dai Papiri della Biblioteca Medicea Laurenziana (PLaur. I), (Papyrologica Florentina I), Edizioni Gonnelli, Firenze 1976, 72 pp., ISBN 9788874680009
- Dai Papiri della Biblioteca Medicea Laurenziana (PLaur. II), (Papyrologica Florentina II), Edizioni Gonnelli, Firenze 1977, 88 pp., ISBN 9788874680016
- Dai Papiri della Biblioteca Medicea Laurenziana (PLaur. III), (Papyrologica Florentina III), Edizioni Gonnelli, Firenze 1979, 192 pp., ISBN 9788874680047
- I Papiri Vaticani Greci di Aphrodito (PVatic. Aphrod.), vol. 2, Biblioteca Apostolica Vaticana, Città del Vaticano 1980, 73 pp., ISBN 8821005690
- Dai Papiri della Biblioteca Medicea Laurenziana (PLaur IV), (Papyrologica Florentina XII), Edizioni Gonnelli, Firenze, 168 pp., ISBN 9788874680115
- R. Pintaudi / D. Morelli (a cura di), Cinquant'anni di Papirologia in Italia. Carteggi Breccia-Comparetti-Norsa-Vitelli, 2 voll., 888 pp., Bibliopolis, Napoli 1983, ISBN 88-7088-117-2
- R. Pintaudi / J.-E Berger / K. Parlasca, El - Fayyum, Franco Maria Ricci, Milano 1985
- C. Gallazzi / R. Pintaudi / K. J. Worp, Ostraka greci del Museo Egizio del Cairo (O.Cair.GPW), (Papyrologica Florentina XIV), Edizioni Gonnelli, Firenze 1986
- R. Pintaudi / P.J. Sijpesteijn, Tavolette lignee e cerate da varie collezioni, (Papyrologica Florentina XVIII), Edizioni Gonnelli, Firenze 1989, 242 pp.; 94 Tavv. f.t., ISBN 8874680988
- R. Pintaudi / M. Capasso / G. Messeri Savorelli (a cura di), Miscellanea Papyrologica in occasione del bicentenario dell'edizione della Charta Borgiana, I (Papyrologica Florentina XIX), Edizioni Gonnelli, Firenze 1990, 2 voll., 570 pp.; 51 Tavv. f.t., ISBN 887468097X
- Carteggio D'Ancona-Vitelli. (Con un'appendice sulle false Carte d'Arborea), (Carteggio D'Ancona, 11), Scuola Normale Superiore, Pisa 1991, 179 pp., ISBN 8876420347
- R. Pintaudi / G. Messeri Savorelli (a cura di), I papiri dell'archivio di Zenon a Firenze, Catalogo della Mostra documentaria: Firenze, Biblioteca Medicea Laurenziana, settembre 1993, (Papyrologica Florentina XXIV), Edizioni Gonnelli, Firenze 1993, pp. XXVI; 104; Tavv. f.t. 120, ISBN 8874680929
- (ed.), Domenico Comparetti e Girolamo Vitelli. Storia di un'amicizia e di un dissidio, Messina 2002, ISBN 9788889250006
- Gli archivi della memoria e il carteggio Salvemini-Pistelli, Polistampa, Firenze 2004, 130 pp., ISBN 8883048148
- (a cura di), Papyri Graecae Schøyen (PSchøyen I), (Pap Flor. XXXV), Edizioni Gonnelli, Firenze 2005, 259 pp., ISBN 9788874680269
- (a cura di) Antinoupolis I, (Scavi e materiali 1), Istituto Papirologico "G. Vitelli", Firenze 2008, pp. XII; 552, ISBN 9788887829389
- R. Pintaudi / D. Rathbone (a cura di), Papyri Graecae Wessely Pragenses (PPrag. III), (Papyrologica Florentina), Edizioni Gonnelli, Firenze 2011, 232 pp., ISBN 9788874680344
- (a cura di), Antinoupolis III, Edizioni dell'Istituto Papirologico "G. Vitelli" 7, Firenze University Press, Firenze 2017, 2 voll. II, 738 pp., ISBN 978-88-6453-631-6
- Emilio Cecchi. L'Agamennone di Eschilo nella traduzione di Girolamo Vitelli, a cura di Anna Di Giglio e Rosario Pintaudi, Firenze 2021